# Wasilij Bogorodicki
Wasilij Aleksiejewicz Bogorodicki (ros. Василий Алексеевич Богородицкий; ur. 7 kwietnia?/19 kwietnia 1857 w Carewokoszajsku, zm. 23 grudnia 1941 w Kazaniu) – rosyjski językoznawca.
Był uczniem J. Baudouina de Courtenay. Piastował stanowisko profesora na uniwersytecie w Kazaniu. W 1915 r. został członkiem Petersburskiej Akademii Nauk, a następnie Akademii Nauk ZSRR. 
Był twórcą fonetyki eksperymentalnej oraz założycielem pierwszego w Rosji laboratorium fonetycznego przy uniwersytecie w Kazaniu.
Jego dorobek obejmuje szereg prac z zakresu lingwistyki ogólnej, indoeuropejskiej, rosyjskiej, slawistycznej i turko-tatarskiej. Można wśród nich wymienić: Lekcyi po obszczemu jazykowwiedieniju (1911), Fonietika russkogo jazyka w swietie ekspierimientalnych dannych (1930), Wwiedienije w tatarskoje jazykoznanije w swiazi s drugimi tiurkskimi jazykami (1934).